# Bătuța
Bătuța – wieś w Rumunii, w okręgu Arad, w gminie Bârzava. W 2011 roku liczyła 72 mieszkańców. 